# Tyler Boyd (fútbol americano)
Tyler Boyd (Clairton, Pensilvania, 15 de noviembre de 1994) es un jugador profesional estadounidense de fútbol americano que se desempeña en la posición de wide receiver en los Tennessee Titans, equipo de la National Football League (NFL).

## Carrera
Fue seleccionado en la segunda ronda en la Reunión Anual de Selección de Jugadores de la NFL de 2016. Hizo su debut profesional con el equipo Cincinnati Bengals, donde jugó ocho temporadas. El 13 de mayo de 2024, firmó su contrato con los Tennessee Titans.